# امیر اسپاهیچ
امیر اسپاهیچ 
(به بوسنیایی: Emir Spahić) (زاده ۱۸ اوت ۱۹۸۰ - دوبروونیک) بازیکن فوتبال اهل کشور بوسنی و هرزگوین است.
وی سابقه عضویت در تیم‌های مطرحی همچون زاگرب، لوکوموتیو مسکو، مون‌پلیه، سویا، آنژی ماخاچکالا و بایر لورکوزن را دارد.
اسپاهیچ سابقه ۷۰ بازی و ۳ گل ملی را نیز در کارنامه خود دارد.